# Llangardaix de gola de ventall de Puducherry
El llangardaix de gola de ventall de Puducherry (Sitana ponticeriana) és una espècie de llangardaix de la família dels agàmids que es troba a l'est de l'Índia peninsular. Abans es creia que estava molt estès, però els estudis realitzats el 2016 van donar lloc a la divisió del grup en diverses espècies situades en dos gèneres. El gènere Sitana té una escala ampliada que es projecta a la part posterior de la cuixa posterior que està absent en el gènere germà Sarada.

## Descripció
El dors és de color marró, amb patrons en forma de rombe més fosques al llarg de la regió espinal, i solcades per una fina franja clara; la zona més fosca de totes és la situada a l'altura de la creu. Les zones laterals hi ha una franja blanquinosa.
En l'època reproductiva, presenta un sac gular de coloració blava, negra i vermella. Fora d'aquesta estació, el sac està menys desenvolupat, i, en la majoria dels exemplars, no té aquesta coloració. De vegades, només és de color blanc.
Aquesta espècie assoleix una longitud màxima de 20 centímetres, dels quals la cua en fa 13. Des del musell fins a la cloaca fa de 7,5 cm a 13. Ebanasar (1989) va informar de la histomorfologia de la glàndula tiroide en juvenils, mascles i femelles amb diferents estadis de maduració de l'ovari. També va informar d'ovoviviparitat en dones de les zones de Madurai i Virudhunagar de Tamil Nadu.
Generalment és un animal terrestre, però se'l pot trobar als arbres.
Habita en zones costaneres moderadament humides de matoll, de sorral i de penyal, i en espais oberts de bosc.

## Galeria

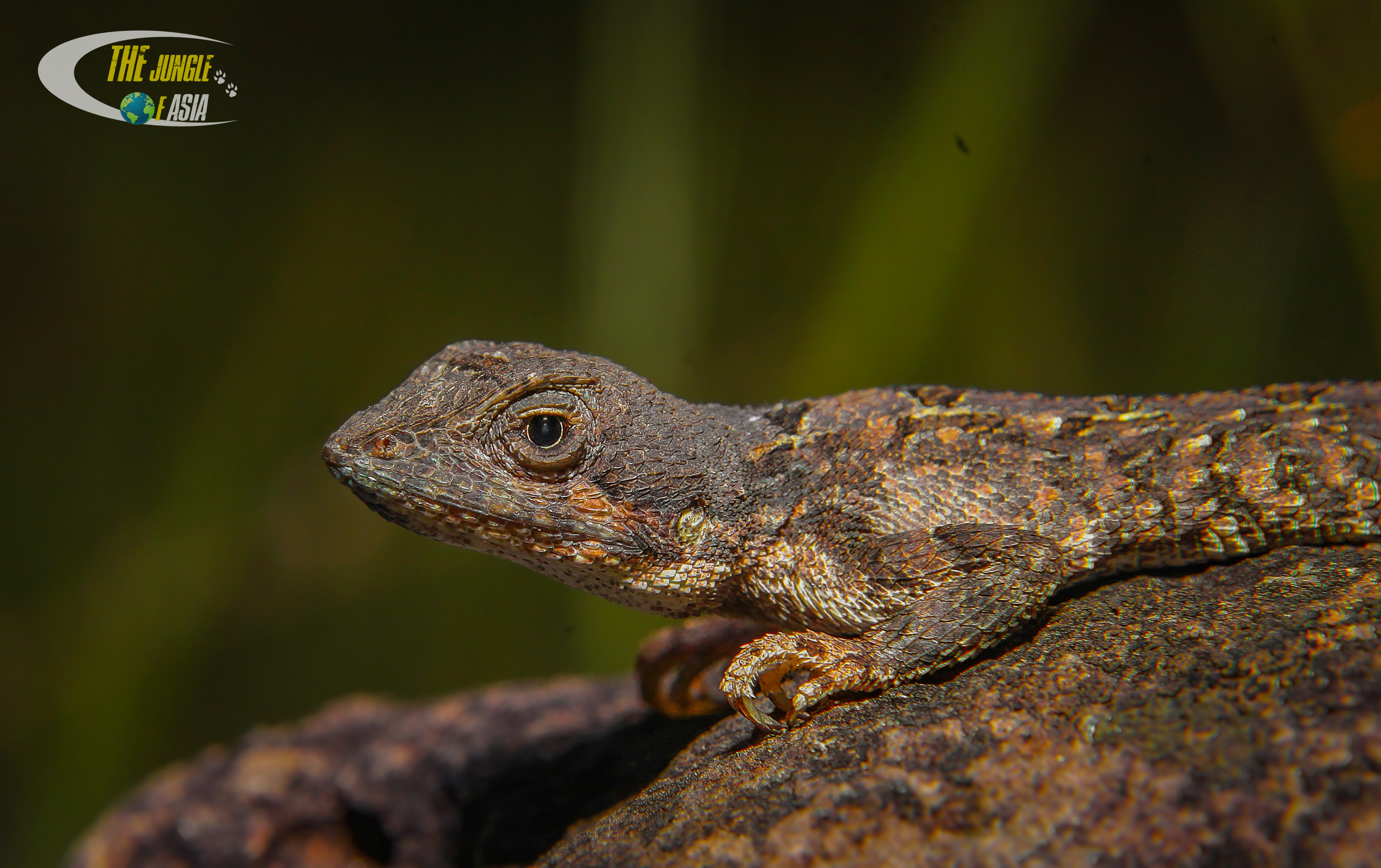
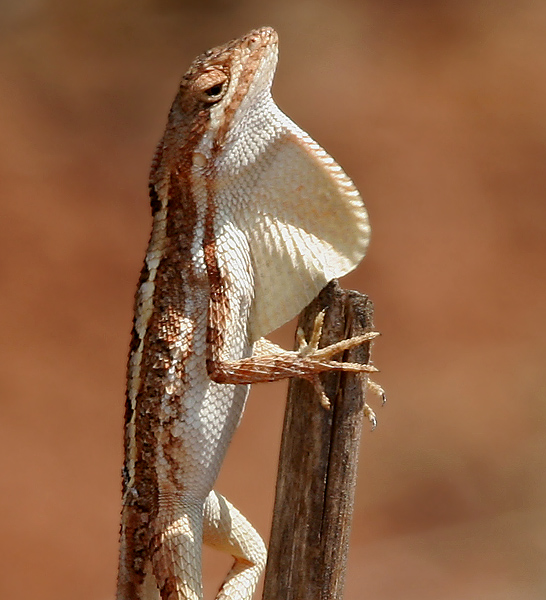
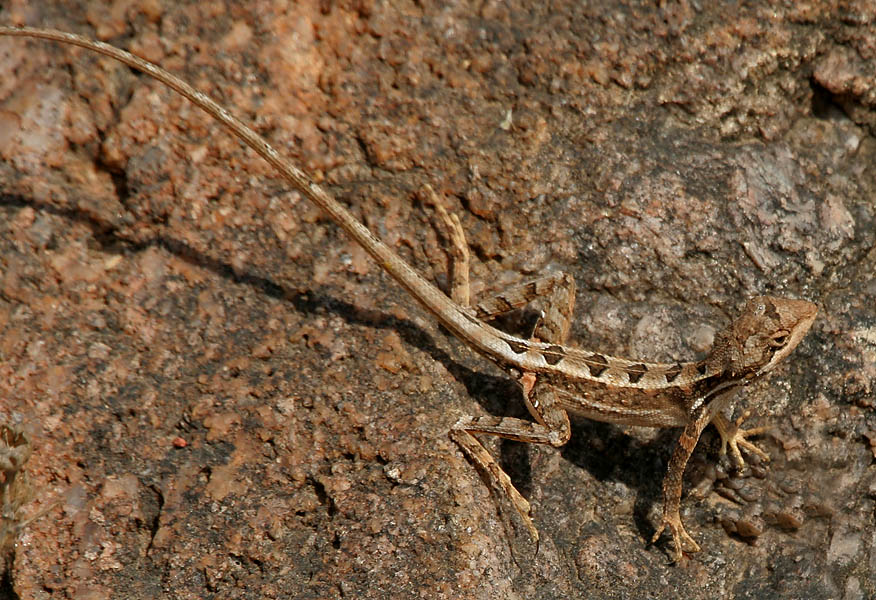